# 克里斯蒂安·杜米特鲁
克里斯蒂安·杜米特鲁（Cristian Cosmin Dumitru，2001年12月13日—），是一名羅馬尼亞的職業足球運動員，司職前鋒，現由羅馬尼亞足球甲級聯賽球會布加勒斯特星外借至羅馬尼亞足球甲級聯賽球會克林切尼學院。
2019年7月22日被外借至克林切尼學院直至季尾。

## 外部連結
- 克里斯蒂安·杜米特鲁在RomanianSoccer.ro和StatisticsFootball.com上的資料
- Soccerway資料庫：克里斯蒂安·杜米特鲁